# Gynoplistia (Gynoplistia) speciosa
Gynoplistia (Gynoplistia) speciosa is een tweevleugelige uit de familie steltmuggen (Limoniidae). De soort komt voor in het Australaziatisch gebied.